# Extremoplusia
Extremoplusia es un género monotípico de lepidópteros perteneciente a la familia Noctuidae. Su única especie:  Extremoplusia megaloba Hampson, 1912, se encuentra en la parte norte-oriental del Himalaya hasta Malasia peninsular y desde Taiwán a Borneo.